# サトシのポケモン (ダイヤモンド&パール)
サトシのポケモン (ダイヤモンド&パール)では、任天堂のゲームソフト『ポケットモンスター』シリーズを原作とするアニメ『ポケットモンスター』シリーズに登場するサトシのポケモンのうち、『ダイヤモンド&パール』から登場したものについて記述する。

## 凡例
記載されている略号
- 1.『ポケットモンスター（無印）』 - 《PM》（無印、平成無印、1997年版、第1シリーズ、平成版）[1]：カントー地方編 - 《KT》、オレンジ諸島編 - 《OS》、ジョウト地方編 - 《JT》
- 2.『ポケットモンスター アドバンスジェネレーション』 - 《AG》：ホウエン地方編 - 《HT》、バトルフロンティア編 - 《BF》
- 3.『ポケットモンスター ダイヤモンド&パール』 - 《DP》
- 4.『ポケットモンスター ベストウイッシュ』 - 《BW》
  - シーズン1『ポケットモンスター ベストウイッシュ』 - 《BW》
  - シーズン2『ポケットモンスター ベストウイッシュ シーズン2』 - 《BW2》：エピソードN - 《BW2N》、デコロラアドベンチャー - 《DA》
- 5.『ポケットモンスター XY』 - 《XY》
  - シーズン1『ポケットモンスター XY』 - 《XY》
  - シーズン2『ポケットモンスター XY&Z』 - 《XY&Z》
- 6.『ポケットモンスター サン&ムーン』 - 《SM》
- 7.『ポケットモンスター（新無印）』 - 《PM2》（新無印、令和無印第1作、2019年版、第7シリーズ）
  - シーズン1『ポケットモンスター』 - 《PM2》
  - シーズン2『ポケットモンスター めざせポケモンマスター』 - 《MPM》
- 8.『ポケットモンスター（リコとロイ編）』 - 《LR》（リコとロイ編、令和無印第2作、2023年版、第8シリーズ）
  - シーズン1『ポケットモンスター リコとロイの旅立ち』 - 《LR1》
  - シーズン2『ポケットモンスター テラパゴスのかがやき』 - 《LR2》
  - シーズン3『ポケットモンスター テラスタルデビュー』 - 《LR3》
- 『ポケットモンスター サイドストーリー』 - 《SS》
- 『ポケットモンスター（劇場版）』 - 《MV》
- 『ポケットモンスター（OVA）』 - 《OA》（機内上映向け作品を含む場合がある）

## 構成
御三家を2体（くさ、ほのお）ゲットしている。ゲットしたポケモンの半数が最終的にじめんタイプを持ち、ひこうタイプも２体いるのも特徴。
当初はピカチュウの他に前編にてゲットしたエイパムが引き続きシンオウ地方で旅することになったが、ブイゼルとの交換した事によりヒカリの手持ちになった。
『ベストウィッシュ』2話でオーキド博士が「ポケモンは研究所で預かっておくからな」と言っており、『ベストウィッシュシーズン2』のOPや『デコロラアドベンチャー』最終回ではオーキド研究所の庭にいた。

## ポケモン一覧
※全てシンオウ地方でゲットされたポケモン。戦績の対象は、ジム戦やポケモンリーグといった公式戦のみ。
| ジム戦     | クロガネ | ハクタイ | トバリ | ノモセ | ヨスガ | ミオ | キッサキ | ナギサ |
| ---------- | -------- | -------- | ------ | ------ | ------ | ---- | -------- | ------ |
| ムクホーク |          | ○        | ○      |        |        |      | ○        |        |
| ドダイトス | ○        | ○        |        | ○      |        |      | ○        | ○      |
| ゴウカザル |          |          | ○      |        | ○      | ○    | ○        | ○      |
| ブイゼル   |          |          | ○      | ○      | ○      | ○    |          |        |
| グライオン |          |          |        |        |        | ○    | ○        |        |

### ムクホーク
ムックル→ムクバード→ムクホーク
- 声 - 古島清孝（ムックル、ムクバード）→小西克幸（ムクホーク）
- 性別：♂
- 戦績：5勝5敗
- 登場時期：DP・BW2・PM2・OA・MV

DP2話から登場。サトシがシンオウ地方で最初に捕まえたポケモン。
DP13話にて、他の飛行ポケモン共々ロケット団に捕まった際、リーダーシップを発揮して脱出。ムクバードに進化し「つばめがえし」を覚える。ロケット団のニャースの通訳によると一人称は「俺」であり、『ピカチュウ氷の大冒険』のナレーションの通訳では、落ち着きのある青年らしい言葉遣いをしている。
バトル以外には偵察やハブネークの「くろいきり」を「ふきとばし」で退けるといったサポート役が多い。ムクバードに進化して以降は、ピカチュウなど仲間のポケモンを背中に乗せて飛行し、コンビネーションを発揮することがある。シンジには初対面からサトシの他のポケモン同様に見下されているものの、レイジやスモモはムクバードの時点でかなりの実力があることを認めている。レイジはその実力を見込んで「ブレイブバード」を教え込んだ。特訓の甲斐もあって、トバリジム戦では「ブレイブバード」も使いこなしながらの活躍を見せた。また、コンビネーションを見せる事の多いピカチュウやグライオン、同じく早い時期にゲットされたナエトル(後のドダイトス)とは仲が良いようであり、特にムックルの時はナエトルの頭の葉っぱに乗っている事も多く、互いに進化してからも寄り添って眠っている場面もある。
DP118話ではポケリンガに参加。順調に勝ち進み、決勝戦でシンジのドンカラスと激突。シンジのドンカラスとは相当な実力差が見られ追い詰められるが、サトシの励ましを受けてムクホークへと進化した。進化後はドンカラスと互角に渡り合ったが、ムクバード時のダメージが溜まりすぎていたため苦戦。新技「インファイト」を駆使し、根性を見せ辛くも勝利、サトシを優勝へ導いた。見下されていたシンジに「やっと強くなったな」と挑発口調で認められた。
進化後はAG編のオオスバメに引けを取らない活躍を見せ、ジム戦やシンジとのフルバトル（手持ち6対6）、シンオウリーグでのナオシ戦、シンジとの最終決戦等で一進一退ながらも、見事なバトルを展開している。また、相性の関係でクロガネジム戦に選出されなかった際、ひどくショックを受けるなどバトル好きな性分らしい。
シンジとのフルバトルでは、スピード重視のムクホークに対し鈍い動きを持つトリトドンの「だくりゅう」によるカウンターシールドに翻弄され、「のしかかり」で動きを封じられ「みずのはどう」を撃ち込まれかけるも、「インファイト」で脱出し、一度交代する。その後、ドラピオン戦で再び投入されるが、尻尾に捕まれ、「どくびし」が撒かれたフィールドに叩きつけられ敗れる。
PM2の114話にて再登場し、研究所でサトシたちを出迎えた。また、オオスバメ、ケンホロウ、カイリューとともに飛行を楽しんでいた。
現在の使用技は「でんこうせっか」、「つばめがえし」、「ブレイブバード」、「インファイト」。以前は「かぜおこし」、「つばさでうつ」、「ふきとばし」も使用。

### ドダイトス
ナエトル→ハヤシガメ→ドダイトス
- 声 - 三木眞一郎
- 性別：♂
- 特性：「しんりょく」か「シェルアーマー」のどちらか
- 戦績：4勝5敗
- 登場時期：DP・BW2・PM2・MPM・OA・MV

DP5話（2006年10月19日放送）から登場。ユキノ（声 - 荘司美代子）という老婆が住む森のポケモン達のリーダーだが、そこへ偶然やって来たサトシを気に入り、ピカチュウとのバトルの末ゲットされる。
義理堅く面倒見が良い性格で、ポケモンの喧嘩を仲裁する役目も買うが、早とちりな面もあり、勢い余りやり過ぎることもある。心優しい性格で、困っているポケモンを放って置けず、サトシ達のポケモンのまとめ役になる事もある。ロケット団のニャースの通訳によれば、一人称は「オイラ」で江戸言葉口調。ナエトル時代は気に入った相手に噛み付く癖があり、サトシの頭などに噛み付く場面がよく見られた。小さい体ながらパワーがあり、体重100kgを超えるラムパルドの尻尾に噛みついたまま振り回して投げ飛ばすほど。さらに、ナエトルとしては珍しくスピードがかなり速く、バトルで相手が驚くこともある。
DP100話（2008年10月30日放送）でシンジのドンカラスとのバトルの最中にハヤシガメに進化。しかし体重が10倍近く増えたことで、素早く動けなくなり、一方的に叩きのめされ敗北。足手まといにならないようスピードを取り戻そうとトレーニングに勤しむが、シンジのドダイトスに体重や体格を生かしたバトルスタイルを示されたことで、バトルスタイルを変えることを決意する。進化後は体重が増えたため、長距離の移動で疲れる様子も見られ、ヒカリが編み出した回転技は使えなくなる。しかし「ロッククライム」使用時は、一時的に瞬発力を急激に上げられるようになる。進化後は、ナエトル時と違って落ち着いた態度が多く見られた。また、背中の茂みにはドングリのような木の実（ポケモンにとっては美味しいようだが、サトシの口には合わなかった）を実らせている。
キッサキジムでは先鋒で登場。ニューラを倒すがユキノオーに敗れる。
DP141話（2009年9月3日放送）ではタワータイクーン・クロツグのドサイドンとのバトル中、発射しようとした「エナジーボール」を偶然飲み込んでしまった上で「ロッククライム」を使用。その際、パワーとスピードが桁違いに上がっている描写が見られた。
DP166話（2010年3月4日放送）にて、ナギサタワーでのロケット団との戦闘中、サトシが「はっぱカッター」の指示を出した瞬間にドダイトスに進化し、同時に「リーフストーム」を覚える。
ドダイトスに進化してからは体重がさらに上がってスピードも落ち、スピードで攻めるサトシのバトルスタイルとは相性が悪く、ロケット団戦を除き公式戦0勝という不名誉な結果となった。エイチ湖、リーグでのフルバトルではいずれも唯一シンジに勝利していない(バトル不参加のフカマルを除く)。DP170話で、四天王のキクノのカバルドンとのバトルでは、「あなをほる」の出現場所をサトシの指示と岩の振動で見抜き互角に戦うも、実力の差が大きすぎたのか「ほのおのキバ」を喰らい敗北。
DP179話（2010年6月3日放送）のナギサジム戦はデンジのエレキブルに相性は良かったものの、「ほのおのパンチ」と「れいとうパンチ」を受け敗北する。
シンオウリーグのシンジのドラピオン戦では、「エナジーボール」や「リーフストーム」で攻め、「こうごうせい」で回復している隙に「ミサイルばり」で敗れる。
PM2ではデンジとバトルした時の回想シーンに登場。114話（2022年6月10日放送）にて他のサトシのポケモンたちとともに再登場し、サトシたちを出迎えた。
「めざせポケモンマスター」の第7話にて久々に手持ちとして登場し、この時は新たに覚えていた「ハードプラント」でホエルオーを助けた。サトシで初の究極技を覚えた御三家でもある。
三木眞一郎が演じるメインキャラクターと手持ちとしての御三家としては、無印編のサトシのリザードン、AG編のタケシのヌマクローに次いで3匹目である。
現在の使用技は「こうごうせい」、「エナジーボール」、「ロッククライム」、「リーフストーム」、「ハードプラント」。進化前は「はっぱカッター」、「たいあたり」、「かみつく」も使用。

### ゴウカザル
ヒコザル→モウカザル→ゴウカザル
- 声 - 林原めぐみ→うえだゆうじ（モウカザルに進化後）
- 親：シンジ
- 性別：♂
- 特性：もうか
- 戦績：11勝2敗
- 登場時期：DP・BW2・PM2・OA・MV

DP3話（2006年9月28日放送）から登場。元々はシンジの手持ちであった個体。
通常の「もうか」を遥かに凌ぐ潜在能力を秘めている。シンオウ地方へと舞い戻ってきたシンジに出会い、その資質を見込まれてゲットされる。しかし、ゲットされて以降はその潜在能力を引き出せることができず、虐待に等しい苛烈なトレーニングを強要されるようになってしまう（ニャース曰く「悪夢のような日々」）。それでも一向に進展は見られず、シンジは徐々に焦燥を抱くようになる。やがて多くの失態とも取れる行動から、シンジに見限られついに逃がされることになる。その際、以前からヒコザルを気にかけていたサトシに「一緒に強くなろう」と誘われ、引き続きゲットされる。
本来は無邪気かつ感情表現の豊かな性格。トレーナーに尽くす健気な面もあるが、シンジの手持ち時代は育成方針により抑圧されていた。サトシ一行との初の顔合わせと見られる53話（2007年11月8日放送）では当初、シンジの手持ち時代とはまるで違った雰囲気に、なかなか皆にとけ込めずに戸惑いの色を見せる。だが、サトシ達との触れ合いやニャースの励ましを通じて本来の明るさを取り戻し、最後には仲間達とも上手く打ち解けることが出来た。短編『ピカチュウ氷の大冒険』（ヒコザル時）のナレーションの通訳では、物静かで丁寧な言葉遣いのキャラクターを見せている。
フットワークの軽さを活かしたドッグファイト戦法を得意とする。ヒコザル時代はいささか火力不足であり、技を防がれるシーンが散見された。しかし、ゴウカザルに進化後は著しく火力が上がり、一撃で倒すケースが目立つようになった。
デビュー戦はあまり活躍できなかったものの、その後はバッジゲットに大きく貢献している。ジム戦ではことごとく大トリを務め、DP編のエースとして活躍を見せている。歴代の炎タイプの中でも、リザードンに匹敵する強さを有する。
DP81話（2008年5月29日放送）でシンジと再会した際、シンジのリングマとバトル。極度に追い詰められ、シンジがサトシらに語った状況以上の激しい「もうか」の暴走を見せる。ここではなんとか正気を取り戻したが、シンジが欲した彼の潜在能力の強力さは、得てして危険なものととれるレベルのものであったということがこの際判明する。
シンジとのフルバトル終盤(DP132話（2009年6月18日放送）)、モウカザルに進化。「やんちゃポケモン」と呼ばれるだけあり、ヒコザル時代より快活な面が顕著になる。後のDP163話（2010年2月11日放送）でのジュンとのバトルにて大ダメージを負い、再び「もうか」が暴走して発動。サトシの必死の呼びかけに応えて、シンジ曰く「もうか」のエネルギーを進化へと応用しゴウカザルへと最終進化を遂げた。
その後、ナギサジムのデンジ戦で、レントラーになすすべなく追い詰められた際にも「もうか」が暴発。しかし、サトシの信頼に応えて正気を取り戻し、我を忘れて暴走することなく「もうか」を完全に扱えるようになった。
念願のシンオウリーグ準々決勝のシンジとの再戦では、ピカチュウにパワーで勝ったボスゴドラを「フレアドライブ」と「マッハパンチ」で倒す。続いて自身を消耗させる「フレアドライブ」で「どくびし」を打ち消し、そのダメージでスピードが落ちたテッカニンを「マッハパンチ」でKOする。そして相当なダメージが溜まった状態で、ヒコザルの頃からの付き合いだったエレキブルとの一騎討ちとなる。終盤、「かみなり」を直接受けてしまい、気絶しかけるも、エレキブルとシンジの挑発を聞いて立ち上がり、「もうか」を発動させてエレキブルを圧倒。「かえんほうしゃ」から「マッハパンチ」に繋げて、最後は「フレアドライブ」を放ち、エレキブルの「かみなりパンチ」とぶつかり合った末に見事エレキブルを打ち負かし、サトシを勝利に導いた。決着後、一度は見限られたはずのシンジからは、その成長を大いに認められたかのように「強くなったな」と賞賛の言葉を投げかけられかけた。また、シンジの恩威は忘れていないようで、シンジからサトシのポケモンたちの特訓に付き合うよう言われた際も指示通りにしていた。
ロケット団の三人組からはタッグバトル編以降、厳しいトレーニング等の描写が目立ったせいか特に気にかけられていた。「苦労人」、「やればできる子」と評され、シンオウリーグではアルバイトそっちのけで応援されていた。
PM2の68話（2021年5月28日放送）ではファイヤーとバトルをするためオーキド研究所から姿を消し、行方を捜しにきたサトシと渓谷で再会。ファイヤーにバトルを挑むが歯が立たず、カメックスに助けられた。オーキド研究所にいる間、強くなるために努力をし、他のほのおタイプのポケモンたちともバトルをしていた。ファイヤー戦では相性の差もあり劣勢を強いられた(ただしゴウカザルは特性である「もうか」を発動していない)。ファイヤー戦後、研究所に帰ると他のほのおポケモンたちとフシギダネが労った。90話（同年12月10日放送）では別世界のサトシのポケモンとして登場、現実世界のサトシの個体と比べて攻撃的な性格になっている。114話（2022年6月10日放送）ではゲンガーに「おにび」を伝授した。
「めざせポケモンマスター」の第9話ではルチャブルと共にロケット団のマスキッパ・パンプジンとバトルする。その後、ロケット団の網を「フレアドライブ」で焼き払った。
現在の使用技は「かえんほうしゃ」、「あなをほる」、「マッハパンチ」、「フレアドライブ」。以前は「かえんぐるま」や「ひっかく」も使用。シンジのポケモンだった時は「ひのこ」や「ほのおのうず」も使用。

### ブイゼル
ブイゼル
- 声 - 古島清孝
- 親：ヒカリ
- 性別：♂
- 特性：すいすい
- 戦績：4勝3敗1分
- 登場時期：DP・BW2・PM2・PMMP・OA・MV

DP34話から登場。元々はヒカリの手持ちだった個体。
初登場時から厳しい修行に打ち込んでおり、通常のバトルを好んでいた。DP55話ではノゾミの助言もあり、サトシのエイパムと交換されることになる。
好戦的な性格。腕組みをする癖があり、常日頃からポーズを貫いている。トバリジム戦でルカリオと引き分けを悔んだり、ノモセジム戦でフローゼルに勝利した際は思いっきり喜ぶなど、バトルに対する強い情熱や執念が垣間見える。
元々のトレーナーだからか、ヒカリはサトシのバトルにブイゼルが出てくると、他のポケモン以上に気合を入れて応援している。
彼独自の戦法として、スピードに特化した技「アクアジェット」を回転しながら使うことでパワーを上げたり、ヒカリがコンテスト用に考案した「氷のアクアジェット」をサトシが完成させたりなどしている。その独特な技のバリエーションは仲間はもちろん、ミクリ、マキシ、スズナといった多くの実力者を驚かせている。ヒカリとのコンテストを目的とした特訓が、サトシのバトルスタイルの幅を広げたといえる。
道中「コンテストマスター」であるミクリの薦めで、ミクリカップに出場。ヒカリの手持ちにいた頃に叶わなかったコンテスト出場を果たした。ヒカリの訓練も存分に生かされ順調に勝ち進むが、2次審査では惜しくも敗退。
その後ミオジム戦、シンジ戦などを経て、159話にてポケモン格闘家のキジュウロウ（声 - 小山力也）のバリヤードと遭遇。一度は「かみなりパンチ」で敗北してしまうものの、バトル後の特訓の末、新たに「れいとうパンチ」を習得。バリヤードへのリベンジにも成功する。
後のシンオウリーグのシンジ戦ではトリトドンを相手に、独自の戦法をフルに生かして「れいとうパンチ」で撃破し、ドラピオン戦では善戦するも敗北。
PM2の68話ではサトシとの再会に喜んだ。また114話ではヘラクロス、ルチャブルとともにルカリオの訓練を行った。
「めざせポケモンマスター」の第1話では湖に落ちていたラティアスをサトシと一緒に助けた。
短編作品での一人称は「わたし」。一人称から受ける雰囲気とは異なり、やや荒っぽい言葉遣いが目立っている。
現在の使用技は「みずでっぽう」、「ソニックブーム」、「アクアジェット」、「れいとうパンチ」。以前は「みずのはどう」も使用。

### グライオン
グライガー→グライオン
- 声 - 小西克幸
- 性別：♂
- 特性：「かいりきバサミ」「すながくれ」のどちらか
- 戦績：2勝2敗
- 登場時期：DP・BW2・PM2・OA・MV

DP64話から登場。元々はグライオン系統の群れにいた1体。
ビル風の影響で住処の森に帰れないでいたが、サトシらの協力で無事森に帰還。その一件でサトシを気に入り、ひとり森から戻りゲットされた。
よくウインクしながら舌を出すのが癖の愛嬌溢れるキャラクター。食い意地が張っていて、群れにいたときには食い気を優先し、仲間に置いてけぼりにされることが多々あった。出会った当初からサトシを慕っているいう面が強く出ており、何かある毎にサトシに抱きついたり覆い被さったりする。
野生で生活していた割には、初登場の時点では滑空があまり上手くなかった。グライオンに進化してもそれはなかなか変わらなかったが、ストーリーが進む内にムクホークに近いほど自由に飛行する場面が見られ、ムクホークと共にロケット団などの偵察・追跡を行うことも出来るようになる。
グライガーの頃から強くなりたいという向上心は持っていたものの、その反面、本人のやる気とは裏腹に臆病で泣き虫な面が強く見られた。81話でかつての群れのリーダーだったシンジのグライオンを相手にデビュー戦を臨むも、圧倒的な実力差の前に完膚なきまでに敗北。そのせいかバトルに対して逃げ腰になってしまう。85話にて偶然出会ったシゲルのアドバイスなどを生かし、恐怖心を少しずつ克服していく。最後にはシゲルから託された「するどいキバ」の力でグライオンに進化した。
進化後は臆病で食い意地の張った面などは見られなくなり、涙を見せることも少なくなるが、舌を出してウインクすることやサトシに抱きついて覆い被さろうとする愛嬌のある性格は相変わらず。
ミオジム戦では、大将のトリデプスを相手に新技「ほのおのキバ」等を駆使してバトル、一進一退の攻防の末、撃破。見事にジム戦デビューでトリを飾り、勝利を掴んだ。
キッサキジムでは三番手で登場。ユキカブリに「ほのおのキバ」でダメージを与えるも、相性の差で敗れる。
DP154話で「エアバトルマスター」と呼ばれる空中戦の達人である老人、ミツゾー（声 - 宝亀克寿）のハッサムと対戦。初戦はボロ負けを喫し、手も足も出なかった悔しさから、ヒカリの協力もあっての一夜漬けながらの猛特訓を展開。結局、再度敗北してしまうが善戦には至り、ミツゾーから「珍しく、強くなる見込みのあるポケモン」と素質を認められ、彼の元での修行を薦められる。悩んだ末にサトシの「お前の好きに選べばいい」という言葉に後押しされ、サトシと別れてミツゾーの元に残り修行をする事を決意。
DP185話にて、シンオウリーグ第4回戦でのシンジ戦に備え呼び戻される。「ギガインパクト」を放った直後に後方へ飛んでから間合いを充分に確保した上で迎撃態勢を整えるといった技術を身につけ、「ストーンエッジ」も習得した。シンジ戦ではテッカニンのスピードに対応しきれず、撤退を余儀なくされるが、サトシのポケモンを3体なぎ倒した（シンジの）ドラピオン相手にはヒットアンドアウェイ戦法で大活躍し、「ほのおのキバ」の追加効果でやけど状態にして倒した。続くエレキブル相手にも怯むことなく向かっていくなど、精神的にも成長したものの、エレキブルが地面に向かって「かみなり」を放った隙に尻尾でつかまれそのまま「かわらわり」で敗れる。体格も修行前はサトシよりも若干小柄だったが、修行後はサトシよりも大きくなっている。
その後の様子は描かれてないが、修行が終わったためオーキド邸に預けられていて、BW2のOPや最終回の集合写真でその姿が確認できる。後にPM2114話にて正式に再登場し、サトシたちを出迎えた。
グライガーはジョウト地方のポケモンで、他の地方でゲットしたのはエイパムに続いて2体目。
現在の使用技は「シザークロス」、「ほのおのキバ」、「ギガインパクト」、「ストーンエッジ」。以前は「はがねのつばさ」、「すなかけ」、「いやなおと」も使用。

### フカマル
フカマル
- 声 - 阪口大助
- 性別：♂
- 特性：すながくれ
- 戦績：2勝1敗
- 登場時期：DP・BW2・PM2・MV

DP156話から登場。サトシ初のドラゴンタイプ。離脱したグライオンの後釜。
元々はタツばあさん（声 - 上村典子）の自宅近くに生息していた野生の個体。当初は見よう見まねで「りゅうせいぐん」の特訓をしていたが、なかなか習得できずにいた。そんな折、ロケット団との騒動に一度だけ成功し、それがきっかけとなってかサトシを気に入り、こっそり追いかけてDP157話にてゲットされる。
ポーカーフェイスで非常にマイペースな性格。ゲット前、何を語りかけても「ひたすら頷く」という不可解な動作を繰り返し、サトシたちを大いに混乱させた。
咬合力が凄まじく、あらゆるもの（人間、ポケモン、技）に噛みつく癖がある。また、ゲット前は金属を食べる描写があり、モンスターボールやジュンの自転車、さらにロケット団のメカまで捕食している。
特訓中の「りゅうせいぐん」はロケット団との初戦を除き、未完成の「りゅうせい」状態が続く。その都度、なぜかポッチャマに命中というジンクスがあり、逃げ回ってもホーミングするように動いて必ず命中してしまう劇中ではそれを利用して行方不明のポッチャマの居所を探し当てたり、メタモンが変身したポッチャマを偽物と見破るという過激なギャグもあった。
シンオウリーグのコウヘイ戦にて、3番手として登場する。そして、ようやく完成させた「りゅうせいぐん」を切り札に、ツボツボとヨノワールを立て続けに撃破し、準々決勝進出の鍵となった。
準決勝でも3番手として登場し、タクトのダークライ相手に善戦するも敗れる。
先述の通り、コミカルで粗削りな面が目立つものの、バトルセンスは非常に高い。ゲットした時期が遅いこともあり、シンジとのフルバトルに唯一参加していない。シーズン終盤にゲットされたジム戦経験のないポケモンは、ジョウト編のドンファン以来である。
PM2ではゴウを気に入ったようで足にかみついていた。
使用技は「りゅうせいぐん」、「りゅうのはどう」、「あなをほる」、「いわくだき」。